# Csingjüan
Csingjüan (egyszerűsített kínai írással: 清远市, pinjin: Qīngyuǎn Shì) prefektúra szintű város Kínában, Kuangtung tartományban. Lakosainak száma 3 969 473 fő (2020).

## Népesség
| 2018 | 3 874 000 |
| 2020 | 3 969 473 |

## Testvérvárosok
- Csicsihar